# Tour du Zulia
Le Tour du Zulia (en espagnol : Vuelta al Zulia) est une course cycliste disputée sur plusieurs étapes dans l'État de Zulia, au Venezuela. Créée en 1971, elle est habituellement organisée au mois de novembre par l'Asociación Zuliana de Ciclismo, avec le soutien de la Fédération vénézuélienne,.

## Hiqtoire
L'édition 1996 couronne Omar Pumar (es), qui participe la même année au Tour de France.
En 2012, la course est remportée pour la huitième fois par le Vénézuélien d'origine cubaine Gil Cordovés.

## Palmarès
| Année     | Vainqueur             | Deuxième                | Troisième            |
| --------- | --------------------- | ----------------------- | -------------------- |
| 1971      | Pablo Marín           |                         |                      |
| 1972      | Alberto Rivas         |                         |                      |
| 1973      | Cirilo Correa (es)    |                         |                      |
| 1974      | Eudo Rojas            |                         |                      |
| 1975      | José Olivares         |                         |                      |
| 1976      | Justo Galavís (es)    |                         |                      |
| 1977-1978 | non disputé           | non disputé             | non disputé          |
| 1979      | Silvino Fontes        |                         |                      |
| 1980-1986 | non disputé           | non disputé             | non disputé          |
| 1987      | Justo Galavís (es)    |                         |                      |
| 1988      | Antonio Hernández     |                         |                      |
| 1989      | Richard Ocanto        |                         |                      |
| 1990      | Giovanni Pavón        |                         |                      |
| 1991      | Manuel Hidalgo        |                         |                      |
| 1992      | Robinson Merchán (es) |                         |                      |
| 1993      | Mario Figueroa (en)   |                         |                      |
| 1994      | Alexis Méndez (es)    |                         |                      |
| 1995      | Robinson Merchán (es) |                         |                      |
| 1996      | Omar Pumar (es)       |                         |                      |
| 1997      | Mario Figueroa (en)   |                         |                      |
| 1998-2001 | non disputé           | non disputé             | non disputé          |
| 2002      | Gil Cordovés          | Diocenis Valdez         |                      |
| 2003      | Honorio Machado       | Luis Díaz               | Mario Figueroa       |
| 2004      | Gil Cordovés          |                         |                      |
| 2005      | Gil Cordovés          | Miguel Chacón Sosa (es) | Jesús Pérez          |
| 2006      | Gil Cordovés          | Jesús Pérez             | Arturo Corvalán (de) |
| 2007      | Gil Cordovés          | Jesús Pérez             | Frederick Segura     |
| 2008      | Adelso Valero (es)    | Víctor Moreno           | Franklin Raúl Chacón |
| 2009      | Carlos Gálviz         | Manuel Medina           | Juan Carlos Ruiz     |
| 2010      | Gil Cordovés          | Honorio Machado         | Jesús Pérez          |
| 2011      | Gil Cordovés          | Jesús Pérez             | Honorio Machado      |
| 2012      | Gil Cordovés          | Randall Figueroa        | Xavier Quevedo       |
| 2013      | Luis Valera           | Honorio Machado         | Júnior Romero        |
| 2014      | Jesús Pérez           | Gil Cordovés            | Xavier Nieves        |
| 2015      | José Ramos            | José Piñero             | Isaac Yaguaro        |
| 2016      | Honorio Machado       | Ángel Pulgar            | Leonel Quintero      |
| 2017-2020 | non disputé           | non disputé             | non disputé          |
| 2021      | Carlos Torres         | Ángel Pulgar            | Xavier Quevedo       |
| 2022      | Julio Blanco          | Jhonny Araujo           | Enmanuel Viloria     |